# Irish washerwoman
Irish washerwoman is een single van de Haagse band The Jumping Jewels. Het lied is gebaseerd op een Ierse jig met dezelfde titel. Het staat ook op het repertoire van de Maastrichtse violist en orkestleider André Rieu.

## Tracklist

### 7"-single
1. "Irish washerwoman"
2. "Java"

## Hitnoteringen
| Tijd Voor Teenagers Top 10 | 7-3-1964  | Positie: | 10 | uit |    |   |   |   |   |     |
| Tijd Voor Teenagers Top 10 | 21-3-1964 | Positie: |    | 10  | 10 | 9 | 9 | 9 | 9 | uit |